# 2015 في السعودية
تحتوي هذه المقالة على أهم الأحداث التي شهدتها السعودية في 2015، إضافة إلى أهم الشخصيات السعودية التي وُلدت أو تُوفيت في هذه السنة.

## السياسة

### الحكم
- الملك: عبد الله بن عبد العزيز آل سعود، حتى 23 يناير.
- الملك: سلمان بن عبد العزيز آل سعود، منذ 23 يناير.

### تعيينات

#### يناير
- 23:
  - مقرن بن عبد العزيز آل سعود، ولي للعهد.
  - محمد بن نايف بن عبد العزيز آل سعود، وليا لولي العهد.
  - محمد بن سلمان بن عبد العزيز آل سعود، وزير الدفاع.
- 29: ماجد القصبي، وزير الشؤون الاجتماعية.

#### أبريل
- 29:
  - محمد بن نايف بن عبد العزيز آل سعود، ولاية العهد.
  - محمد بن سلمان بن عبد العزيز آل سعود، وليا لولي العهد.
  - عادل الجبير، وزير الخارجية السعودية.
  - عادل فقيه، وزير الاقتصاد والتخطيط.
  - محمد السويل، وزير الاتصالات وتقنية المعلومات.

#### أكتوبر
- 21: عبد الله بن فيصل بن تركي بن عبد الله آل سعود، سفيرًا للسعودية لدى الولايات المتحدة.[1]

### إعفاءات

#### أبريل
- 29:
  - مقرن بن عبد العزيز آل سعود، ولاية العهد.
  - سعود بن فيصل بن عبد العزيز آل سعود، وزير الدولة و عضو مجلس الوزراء و المستشار و المبعوث الخاص لـ خادم الحرمين الشريفين و المشرف على الشؤون الخارجية.
  - فهاد بن معتاد الحمد، وزير الاتصالات وتقنية المعلومات.

## أحداث

### يناير
- 1: صدور فيلم عطوى.
- 5: هجوم على مركز السويف السعودي الحدودي مع العراق.
- 29:
  - دمج وزارة التعليم العالي مع وزارة التربية والتعليم في وزارة واحدة باسم وزارة التعليم.[2]
  - إلغاء مجلس الأمن الوطني السعودي وإستبداله بمجلس الشؤون السياسية والأمنية.[3]

### فبراير
- 16: سقوط طائرة عمودية تابعة لطيران القوات البرية السعودية في حفر الباطن ومقتل 4 عسكريين من طاقمها.
- 24: ارتفاع عدد حالات الوفاة بسبب فيروس كورونا المنتشر في السعودية منذ 2013 إلى 388 حالة وفاة.

### مارس
- 11: سحب السفير السعودي من السويد.
- 25: بدأ عملية عاصفة الحزم.
- 28: عودة السفير السعودي إلى السويد.

### أبريل
- 9: وصول أول رحلة دولية إلى مطار الملك عبد الله الإقليمي قادمةً من القاهرة بعد تشغيله دوليًّا.[4]

- 27: انهيار مبنى جامعة القصيم.

### مايو
- 17: بداية مؤتمر الرياض وتوقيع بما يعرف بوثيقة الرياض.
- 16: نادي النصر السعودي يحقق لقب دوري المحترفين السعودي لكرة القدم للمره الثانيه على التوالي
- 22: تفجير القديح من قبل تنظيم داعش.
- 29: تفجير العنود من قبل تنظيم داعش.

### يونيو
- 2: تأسيس صندوق الشهداء والمصابين والأسرى والمفقودين.[5]
- 5: فوز نادي الهلال بلقب كأس الملك لأول مرة منذ 1989.
- 19:
  - تسرب البرقيات الدبلوماسية السعودية عن طريق موقع ويكيليكس.
  - مقتل ضيف الله القرشي في مدينة العوامية في محافظة القطيف.

### يوليو
- تسجيل الفنون الصخرية في منطقة حائل لتكون على قائمة التراث العالمي.[6][7]
- 16: تفجير الحائر.
- 30: حادث حافلة المعتمرين العمانيين.

### أغسطس
- 6: تفجير مسجد قوات الطوارئ في مدينة أبها.
- 19: تراجع سوق الأسهم السعودي للجلسة السادسة على التوالي، وأغلق عند 8 آلاف و197 نقطة، خاسر 2.8% من قيمته السوقية؛ ما يعادل نحو 50 مليار ريال؛ لتتحول مكاسب هذا العام إلى خسائر بنحو 1.6%.

### سبتمبر
- 11: حادثة سقوط رافعة في الحرم المكي.
- 24: حادثة منى.

### أكتوبر
- 16: هجوم مسلح على حسينية في بمحافظة القطيف نفذه تنظيم الدولة الإسلامية يتسبب بمقتل ٥ أشخاص وجرح ٩ آخرين.[8]
- 25: المحكة العليا السعودية تصادق على إعدام نمر النمر.
- 26: هجوم على مسجد للطائفة الإسماعيلية في نجران يتسبب في مقتل شخصين وجرح 27 آخرين.

### ديسمبر
- 8: بداية مؤتمر الرياض بشأن سوريا.
- 9: بداية قمة قادة مجلس التعاون لدول الخليج العربية في العاصمة الرياض.
- 12:
  - الانتخابات البلدية السعودية.
  - انعقاد معرض جدة الدولي للكتاب في نسخته الأولى حتى 22 ديسمبر.[9]
- 25: حريق وقع في المستشفى العام لمدينة جازان في جنوب المملكة العربية السعودية. وقع الحريق في الساعات الأولى من يوم 24 ديسمبر 2015 وتسبب في وفاة 25 شخص وإصابة 123 آخرين، وهي تعتبر ثالث أسوأ كارثة طبية في تاريخ العالم.

## وفيات

### يناير
- 20: محمد إسماعيل جوهرجي، شاعر ولغوي وتربوي سعودي (و. 1938).[10]

- 23: عبد الله بن عبد العزيز آل سعود، الملك السادس للمملكة العربية السعودية (و. 1924).
- 25: عبد الله بن علي المطلق، عسكري وضابط تولّى رئاسة هيئة الأركان العامة للقوات المسلحة السعودية سابقًا.[11]

### فبراير
- 12: فهد بن محمد بن عبد العزيز آل سعود، الإبن الأكبر للأمير محمد بن عبد العزيز آل سعود.
- 10: عابد خزندار، أديب وناقد وكاتب صحفي سعودي (و. 1935).[12]

### مارس
- 19: سليمان محمد الحماد، شاعر وكاتب قصصي ومسرحي سعودي (و. 1944).[13]

### أبريل
- 5: عبد العزيز بن محمد الداود، قاضي وأستاذ في كلية الشريعة بالرياض وعضو الإفتاء في الرئاسة العامة للبحوث العلمية والإفتاء (و. 1930).[14]

- 12: إبراهيم الربيش (مواليد 1979)

### مايو
- 23: علي الريمي (مواليد 1973)

### يونيو
- 10: محمد الشعلان، قائد القوات الجوية الملكية السعودية السابق.[15]

### يوليو
- 1: ماهر مشعل (مواليد 1989)
- 4: عبد الله بن عبد العزيز بن مساعد آل سعود (مواليد 1929) سياسي سعودي.
- 8:
  - عبد الرحمن الخريجي، ممثل سعودي (و. 1944).[16]
  - أحمد بن سعود بن عبد العزيز آل سعود (و. 1953).
- 9: سعود بن فيصل بن عبد العزيز آل سعود (مواليد 1940) وزير الدولة و عضو مجلس الوزراء و المستشار و المبعوث الخاص لخادم الحرمين الشريفين و المشرف على الشؤون الخارجية.

### أغسطس
- عبد الرحمن بن سعد الشهراني، لواء من القوات البرية الملكية السعودية.
- 6: سعود الدوسري، إعلامي سعودي.

### سبتمبر
- إبراهيم حمزي، ضابط سعودي برتبة عميد في القوات البرية الملكية السعودية.
- 29: نواف بن عبد العزيز آل سعود (مواليد 1932) سياسي سعودي.

### نوفمبر
- 12: نائلة فاران، طبيبة سعودية متخصصة في الطب النووي.[17]

- 14: هشام بن محيي الدين ناظر (مواليد 1932) دبلوماسي سعودي.
- 18: عبد الله الربيع، ممثل سعودي (و. 1950).[18]
- 22: بندر الفيصل بن عبد العزيز آل سعود، أحد أبناء الملك فيصل بن عبد العزيز آل سعود.

### ديسمبر
- عبد الرحمن اليمني، رائد أعمال ومدير رياضي سعودي (و. 1940).[19]